# جيم رامزي
جيم رامزي (بالإنجليزية: Jim Ramsay)‏ هو سياسي أسترالي، ولد في 12 فبراير 1930 في أستراليا، وتوفي في 22 أغسطس 2013. حزبياً، نشط في حزب أستراليا الليبرالي (الفرع الفيكتوري) ‏. وقد انتخب عضو الجمعية التشريعية فيكتوريا.